# Самуилова крепост (село)
Вижте пояснителната страница за други значения на Самуилова крепост.
Самуѝлова крѐпост е село в Югозападна България, община Петрич, област Благоевград, без население.

## География
Самуилова крепост се намира в землището на село Ключ.

## История
Селото е било махала, която придобива статут на село на 18 юли 1995 година.

## Население
| Самуилова крепост                            | Самуилова крепост | Самуилова крепост | Самуилова крепост | Самуилова крепост | Самуилова крепост | Самуилова крепост | Самуилова крепост | Самуилова крепост | Самуилова крепост |
| -------------------------------------------- | ----------------- | ----------------- | ----------------- | ----------------- | ----------------- | ----------------- | ----------------- | ----------------- | ----------------- |
| година                                       | 1934              | 1946              | 1956              | 1965              | 1975              | 1985              | 1992              | 2001              | 2011              |
| население                                    | 83                | 59                | 58                | 9                 | 0                 | 0                 | 0                 | 0                 | 0                 |
| Източници: Национален статистически институт |                   |                   |                   |                   |                   |                   |                   |                   |                   |

### Етнически състав
Преброяване на населението през 2011 г.
Численост и дял на етническите групи според преброяването на населението през 2011 г.:
|                     | Численост |
| Общо                | 0         |
| Българи             | 0         |
| Турци               | -         |
| Цигани              | -         |
| Други               | -         |
| Не се самоопределят | -         |
| Неотговорили        | -         |